# Mariànovka (Omsk)
|  | Per a altres significats, vegeu «Mariànovka». |

Mariànovka (en rus: Марьяновка) és un poble (un possiólok) de l'óblast d'Omsk, a Rússia, que el 2017 tenia 8.720 habitants. És la seu administrativa del districte rural homònim.